# Rose Valley
Rose Valley é um distrito localizado no estado norte-americano de Pensilvânia, no Condado de Delaware.

## Demografia
Segundo o censo norte-americano de 2000, a sua população era de 944 habitantes.
Em 2006, foi estimada uma população de 925, um decréscimo de 19 (-2.0%).

## Geografia
De acordo com o United States Census Bureau tem uma área de
1,8 km², dos quais 1,8 km² cobertos por terra e 0,0 km² cobertos por água.

## Localidades na vizinhança
O diagrama seguinte representa as localidades num raio de 4 km ao redor de Rose Valley.